# Квантова теорія Янга — Міллса
Квантова теорія Янга — Міллса (іноді також називається теорія поля Янга — Міллса) — це теорія квантового поля в теоретичній фізиці, яка була розроблена в 1950-х роках Чженьнінгом Янгом і Робертом Міллсом. Ця теорія є основною теоретичною рамкою для опису взаємодії між елементарними частинками, які несуть заряди кольору, такі як кварки та глюони.
Теорія Янга — Міллса є фундаментальною теорією в області квантової хромодинаміки, яка вивчає сильну ядерну взаємодію між елементарними частинками, відомими як кварки та глюони. Основна ідея теорії поля Янга — Міллса полягає в тому, що глюони переносять кванти колірного заряду, а сам колірний заряд аналогічний електричному заряду в квантовій електродинаміці.

## Історія

### Початок ідей (до 1954 року)
В основу теорії Янга — Міллса покладено ідеї, що сформулювалися в середині 20-го століття в теоретичній фізиці. Однією з ключових ідей була необхідність врівноваження поляризації електромагнітної хвилі при її розповсюдженні на зарядженій частинці. В цьому контексті, у 1954 році фізики Чженін Янг і Роберт Міллс незалежно одне від одного опублікували свої праці, які вказували на можливість існування нового типу взаємодії між частинками.

### Введення колірного заряду (1973 рік)
Важливим кроком було введення поняття колірного заряду, яке відображало квантову властивість взаємодії між глюонами і кварками. У 1973 році фізики Георг Цвайг і Бенгт Віберг вперше запропонували існування колірного заряду і показали, що це поняття дозволяє створити послідовну теорію сильних взаємодій — квантову хромодинаміку.

### Відкриття асимптотичної свободи (1970—1980 роки)
У наступному десятиріччі фізики активно розробляли математичні і формальні аспекти квантової хромодинаміки, у тому числі й визначення властивостей глюонів, колірного заряду та взаємодії між ними. У цей період було відкрите явище асимптотичної свободи, що означає, що при дуже високих енергіях взаємодія стає слабкою, але при низьких енергіях вона (взаємодія) зміцнюється, що відповідає спостереженому явищу в кварках.

### Експериментальне підтвердження (1970—1980 роки)
В цей період були проведені експерименти у великих прискорювачах частинок, які дали докази сильної взаємодії і сприяли впровадженню квантової хромодинаміки як основної теорії для опису сильних взаємодій. Один із важливих експериментів — це відкриття глибокого нееластичного розсіювання фотонів на протонах, що підтвердило ідеї про кварки та сильну взаємодію.

### Нобелівська премія (2004 рік)
У 2004 році троє фізиків — Девід Гросс, Девід Поліцер і Френк Вілцек були відзначені Нобелівською премією з фізики за їхні внески в розуміння квантової хромодинаміки, включаючи важливі роботи з теорією Янга — Міллса.

### Сучасний стан (після 2004 року)
Теорія Янга — Міллса та квантова хромодинаміка залишаються активними областями досліджень у сучасній теоретичній фізиці. Вона використовується для опису фізичних явищ у великих природних експериментах, таких як розсіювання високоенергетичних частинок на ядрах та у фізиці важких іонів.

## Теоретичний опис
У 1953 році в приватному листуванні Вольфганг Паулі сформулював шестивимірну теорію рівнянь поля Ейнштейна загальної теорії відносності, поширюючи п'ятивимірну теорію Калуци, Клейна, Фока та інших на більш вимірний внутрішній простір. Однак немає доказів того, що Паулі розробив лагранжіан калібрувального поля або його квантування. Оскільки Паулі виявив, що його теорія «веде до деяких досить нефізичних тіньових частинок», він утримався від офіційної публікації своїх результатів. Хоча Паулі не опублікував свою шестивимірну теорію, він прочитав про неї дві семінарські лекції в Цюриху в листопаді 1953 року.
Останні дослідження показують, що розширена теорія Калуци – Клейна загалом не еквівалентна теорії Янга — Міллса, оскільки перша містить додаткові терміни. Чженін Янг довго розглядав ідею неабелевих калібрувальних теорій. Лише після зустрічі з Робертом Міллсом він познайомив молодшого вченого з ідеєю та виклав ключову гіпотезу, яку Міллс використав би для створення нової теорії. Зрештою це стало теорією Янга — Міллса, як обговорював сам автор:
Протягом 1953—1954 навчального року Ян був відвідувачем Брукгейвенської національної лабораторії … Я також був у Брукгейвені… і мене призначили в той самий офіс, що й Ян. Ян, який неодноразово демонстрував свою щедрість фізикам, які починали свою кар'єру, розповів мені про свою ідею узагальнення калібрувальної інваріантності, і ми довго обговорювали це… Я зміг внести дещо в дискусії, особливо щодо процедур квантування, і невеликою мірою в роботі позбувся формалізму; проте ключові ідеї належали Янгу.— 
На початку 1954 року Янг і Міллс розширили концепцію калібрувальної теорії для абелевих груп, наприклад квантової електродинаміки, до неабелевих груп, щоб дати пояснення сильних взаємодій. Подібна робота була виконана незалежно в січні 1954 року Рональдом Шоу, аспірантом Кембриджського університету. Однак теорія потребувала безмасових частинок, щоб підтримувати калібрувальну інваріантність. Оскільки на той час не було відомо про такі безмасові частинки, Шоу та його керівник Абдус Салам вирішили не публікувати свою роботу, тоді як Паулі розкритикував презентацію Янга своєї роботи з Міллсом у лютому 1954 року. Невдовзі після того, як Янг і Міллс опублікували свою статтю в жовтні 1954 року, Салам закликав Шоу опублікувати свою роботу, щоб відзначити його внесок. Шоу відмовився, і натомість це лише розділ його докторської дисертації, опублікованої в 1956 році.  Ця ідея була відкладена до 1960 року, коли спочатку була висунута концепція про те, що частинки набувають маси через порушення симетрії в безмасових теоріях. Джеффрі Голдстоун, Йоічіро Намбу та Джованні Йона-Ласініо.
Це спонукало до значного перезапуску досліджень теорії Янга — Міллса, які виявилися успішними у формулюванні як електрослабкої уніфікації, так і квантової хромодинаміки (КХД). Електрослабка взаємодія описується калібрувальною групою SU(2) × U(1), тоді як КХД є SU(3) теорією Янга — Міллса. Безмасові калібрувальні бозони електрослабкого SU(2) × U(1) змішуються після спонтанного порушення симетрії, утворюючи 3 масивні слабкі бозони ({\displaystyle W^{+}}, {\displaystyle W^{-}}, і {\displaystyle Z^{0}}), а також безмасове поле фотонів. Динаміка фотонного поля та його взаємодія з речовиною, у свою чергу, регулюється U(1) калібрувальною теорією квантової електродинаміки. Стандартна модель поєднує сильну взаємодію з уніфікованою електрослабкою взаємодією (об'єднує слабку та електромагнітну взаємодію) через групу симетрії SU(3) × SU(2) × U(1) . У поточну епоху сильна взаємодія не об'єднана з електрослабкою взаємодією, але, виходячи зі спостережуваного руху констант зв'язку, вважається, що всі вони збігаються до одного значення при дуже високих енергіях.
Феноменологія при нижчих енергіях у квантовій хромодинаміці не повністю зрозуміла через труднощі керування такою теорією із сильним зв'язком. Це може бути причиною того, що утримання не було теоретично доведено, хоча це послідовне експериментальне спостереження. Це показує, чому обмеження КХД при низькій енергії є математичною проблемою великої актуальності, і чому проблема існування теорії Янга — Міллса та розриву мас є проблемою тисячоліття.

## Математичне подання
Теорії Янга — Мілса є спеціальними прикладами калібрувальних теорій з неабелевою групою симетрії, заданою лагранжіаном
{\displaystyle \ {\mathcal {L}}_{\mathrm {gf} }=-{\tfrac {1}{2}}\operatorname {tr} (F^{2})=-{\tfrac {1}{4}}F^{a\mu \nu }F_{\mu \nu }^{a}\ }
з генераторами {\displaystyle \ T^{a}\ } алгебри Лі з індексом a, що відповідає F-величинам (форма кривини або напруженості поля), що задовольняють
{\displaystyle \ \operatorname {tr} \left(T^{a}\ T^{b}\right)={\tfrac {1}{2}}\delta ^{ab}\ ,\qquad \left[T^{a},\ T^{b}\right]=i\ f^{abc}\ T^{c}~.}
Тут f abc є структурними константами алгебри Лі (повністю антисиметричними, якщо генератори алгебри Лі нормовані так, що {\displaystyle \ \operatorname {tr} (T^{a}\ T^{b})\ } пропорційна з {\displaystyle \ \delta ^{ab}\ }), коваріантна похідна визначається як
{\displaystyle \ D_{\mu }=I\ \partial _{\mu }-i\ g\ T^{a}\ A_{\mu }^{a}\ ,}
I є одиничною матрицею (відповідає розміру генераторів), {\displaystyle \ A_{\mu }^{a}\ }– векторний потенціал, а g є константою зв'язку. У чотирьох вимірах константа зв'язку g є чистим числом, а для групи SU(n) маємо {\displaystyle \ a,b,c=1\ldots n^{2}-1~.}
Відношення
{\displaystyle \ F_{\mu \nu }^{a}=\partial _{\mu }A_{\nu }^{a}-\partial _{\nu }A_{\mu }^{a}+g\ f^{abc}\ A_{\mu }^{b}\ A_{\nu }^{c}\ }
може бути отримано комутатором
{\displaystyle \ \left[D_{\mu },D_{\nu }\right]=-i\ g\ T^{a}\ F_{\mu \nu }^{a}~.}
Поле має властивість самовзаємодії, і рівняння руху, які отримують, називаються напівлінійними, оскільки нелінійності є як з похідними, так і без них. Це означає, що цією теорією можна керувати лише теорією збурень з малими нелінійностями.
Зауважте, що перехід між «верхнім» («контраваріантним») і «нижнім» («коваріантним») компонентами вектора або тензора є тривіальним для індексів ({\displaystyle \ f^{abc}=f_{abc}\ }), тоді як для μ та ν це нетривіально, що відповідає, наприклад, звичайній сигнатурі Лоренца, {\displaystyle \ \eta _{\mu \nu }={\rm {diag}}(+---)~.}
З даного лагранжіана можна вивести рівняння руху, задані як
{\displaystyle \ \partial ^{\mu }F_{\mu \nu }^{a}+g\ f^{abc}\ A^{\mu b}\ F_{\mu \nu }^{c}=0~.}
Покладання {\displaystyle \ F_{\mu \nu }=T^{a}F_{\mu \nu }^{a}\ ,} їх можна переписати як
{\displaystyle \ \left(D^{\mu }F_{\mu \nu }\right)^{a}=0~.}
Тотожність Б'янкі має місце
{\displaystyle \ \left(D_{\mu }\ F_{\nu \kappa }\right)^{a}+\left(D_{\kappa }\ F_{\mu \nu }\right)^{a}+\left(D_{\nu }\ F_{\kappa \mu }\right)^{a}=0\ }
що еквівалентно тотожності Якобі
{\displaystyle \ \left[D_{\mu },\left[D_{\nu },D_{\kappa }\right]\right]+\left[D_{\kappa },\left[D_{\mu },D_{\nu }\right]\right]+\left[D_{\nu },\left[D_{\kappa },D_{\mu }\right]\right]=0\ }
оскільки {\displaystyle \ \left[D_{\mu },F_{\nu \kappa }^{a}\right]=D_{\mu }\ F_{\nu \kappa }^{a}~.} Дайте визначення подвійного тензора сили{\displaystyle \ {\tilde {F}}^{\mu \nu }={\tfrac {1}{2}}\varepsilon ^{\mu \nu \rho \sigma }F_{\rho \sigma }\ ,} тоді тотожність Б'янкі можна переписати як
{\displaystyle \ D_{\mu }{\tilde {F}}^{\mu \nu }=0~.}
Джерело {\displaystyle \ J_{\mu }^{a}\ } входить до рівнянь руху як
{\displaystyle \ \partial ^{\mu }F_{\mu \nu }^{a}+g\ f^{abc}\ A^{b\mu }\ F_{\mu \nu }^{c}=-J_{\nu }^{a}~.}
Зверніть увагу, що струми повинні належним чином змінюватися під час перетворення калібрувальної групи.
Деякі коментарі щодо фізичних розмірів муфти:
В D вимірах, поле масштабується як {\displaystyle \ \left[A\right]=\left[L^{\left({\tfrac {2-D}{2}}\right)}\right]\ } і тому зв'язок має масштабуватися як{\displaystyle \ \left[g^{2}\right]=\left[L^{\left(D-4\right)}\right]~.} Це означає, що теорія Янга — Міллса не підлягає перенормуванні для розмірностей, більших за чотири. Крім того, для D = 4 , зв'язок є безрозмірним, і як поле, так і квадрат зв'язку мають однакові розміри поля та зв'язку безмасової квартичної[невідомий термін] скалярної теорії поля . Отже, ці теорії поділяють масштабну інваріантність на класичному рівні.

## Відкриті проблеми
Теорії Янга — Міллса зустріли загальне визнання у спільноті фізиків після того, як у 1972 році Герард 'т Гофт розробив їх перенормування, спираючись на формулювання проблеми, розроблене його вчителем (викладачем) Мартінусом Вельтманом. Здатність до перенормування досягається, навіть якщо калібрувальні бозони, описані цією теорією, є масивними, як у електрослабкій теорії, за умови, що маса є лише «набутою», породженою механізмом Хіггса.
Математика теорії Янга — є дуже активною галуззю досліджень, що дає, наприклад, інваріанти диференційованих структур на чотиривимірних многовидах завдяки роботі Саймона Дональдсона. Крім того, галузь теорій Янга — Міллса була включена до списку «Проблем Премії тисячоліття» Математичного інституту Клея. Тут головна проблема полягає, зокрема, в доказі гіпотези про те, що найнижчі збудження чистої теорії Янга — Міллса (тобто без полів матерії) мають кінцеву масову щілину щодо стану вакууму. Іншою відкритою проблемою, пов'язаною з цією гіпотезою, є доказ конфайнменту за наявності додаткових ферміонних частинок.
У фізиці огляд теорій Янга — Міллса зазвичай починається не з аналізу збурень або аналітичних методів, а останнім часом із систематичного застосування чисельних методів до калібрувальних теорій решітки.